# Concílio de Tarragona
O Concílio de Tarragona foi um concílio que aconteceu em 516, na cidade de Tarragona, Espanha. Nesse concílio decidiu-se que os membros do clérigo, em destaque os monges, não tomariam qualquer participação em causas judiciais de âmbito civil. Foi definido que esse tipo de envolvimento só aconteceria caso a Igreja demonstrasse necessidade. 